# Bildersuchmaschine
Eine Bildersuchmaschine (auch visuelle Suche oder Visual Search) ist eine Suchmaschine, die – zumeist im frei zugänglichen Internet – nach Bildern sucht. Bildersuchmaschinen werten die Dateinamen der Bilder und den verbalen Kontext, in dem sie stehen oder andere Metadaten, aus. Es gibt auch Suchmaschinen, die den Bildinhalt automatisiert erkennen können (Content Based Image Retrieval). Neben dem von Google Bilder, Picsearch und anderen Bildersuchmaschinen durchkämmten Web gibt es im Deep Web zahlreiche Bilddatenbanken, die teils frei zugänglich sind, eine kostenlose Registrierung voraussetzen oder kostenpflichtig sind. Sie bedienen sich eigener, interner Bildersuchmaschinen. Beispiele einer Bildersuchmaschine sind die Google Bildersuche, Google Goggles, Gesichtserkennungsoftware und QR-Code-Reader.

## Rechtsfragen
In der Regel sind die von Bildersuchmaschinen angezeigten Bilder urheberrechtlich geschützt und dürfen nicht ohne Zustimmung des Rechtsinhabers verwendet werden. Der Betrieb von Bildersuchmaschinen, die ja nach deutscher Rechtsprechung mit der Anzeige von Vorschaubildern an sich in die Rechte der Rechteinhaber eingreifen könnten, wird von Urheberrechtlern überwiegend als zulässig angesehen.